# HD 114203
HD 114203，又名BD-08 3495，SAO 139183、HR 4959，是一颗恒星，视星等为6.32，位于銀經310.25，銀緯53.08，其B1900.0坐标为赤經13h 4m 0.9s，赤緯-9° 53.08′ 16″。